# (5841) Stone
(5841) Stone (1982 ST) – planetoida z pasa głównego asteroid okrążająca Słońce w ciągu 2,67 lat w średniej odległości 1,93 j.a. Odkryta 19 września 1982 roku.